# Zornia virgata
Zornia virgata är en ärtväxtart som beskrevs av Stefano Moricand. Zornia virgata ingår i släktet Zornia och familjen ärtväxter. Inga underarter finns listade i Catalogue of Life.